# Cheyenne van den Goorbergh
Cheyenne van den Goorbergh (* 6. September 1997 in Voorburg) ist eine niederländische Fußballspielerin, die seit 2024 bei ADO Den Haag unter Vertrag steht und im Jahr 2013 ein einziges Länderspiel für die A-Nationalmannschaft bestritt.

## Karriere

### Vereine
Van den Goorbergh begann im Jahr 2003 für den in Dedemsvaart in der Gemeinde Hardenberg in der Provinz Overijssel ansässigen Sportverein mit dem Fußballspielen. Von 2009 bis 2015 gehörte sie der Jugendabteilung des FC Twente Enschede an und kam bereits als B-Juniorin in den Saisonen 2013/14 und 2014/15 für die erste Mannschaft in je einem Punktspiel in der BeNe League zum Einsatz. Ihr Debüt gab sie am 2. Mai 2014 (26. Spieltag) beim 7:0-Sieg im Auswärtsspiel gegen Royal Antwerpen mit Einwechslung für Jill Roord in der 84. Minute. Ihr zweites Punktspiel bestritt sie am 28. April 2015 (24. Spieltag) beim 4:0-Sieg im Auswärtsspiel gegen die Frauenfußballmannschaft des RSC Anderlecht mit Einwechselung für Anouk Dekker in der 85. Minute.
Mit Rückkehr zur Eredivisie gehörte sie der ersten Mannschaft als Vertragsspielerin an und kam von 2015 bis 2020 in 77 Punktspielen zum Einsatz. Ihr Debüt in dieser Spielklasse gab sie am 28. August 2015 (2. Spieltag) beim 6:0-Sieg im Heimspiel gegen den SC Telstar VVNH als Einwechselspielerin für Jill Roord in der 73. Minute. Ihr erstes von vier Toren erzielte sie am 15. Dezember 2017 (12. Spieltag) beim 5:1-Sieg im Heimspiel gegen den Stichting Betaald Voetbal Excelsior aus Barendrecht mit dem Treffer zum 1:1 in der 26. Minute. Mit ihrer Mannschaft gewann sie dreimal den Meister- und einmal den Pokaltitel.
In der Saison 2020/21 spielte sie für den Ligakonkurrenten, der Frauenfußballmannschaft der PEC Zwolle. Nach 14 Punktspielen in der regulären Saison, wurde sie auch in sechs Spielen der Abstiegsrunde eingesetzt. Anschließend spielte sie von 2021 bis 2024 für den Ligakonkurrenten, der Frauenfußballmannschaft von Feyenoord Rotterdam. Seit dem 28. September 2024 (1. Spieltag) spielt sie für ADO Den Haag.

### Nationalmannschaft
Als Nationalspielerin kam Van den Goorbergh zunächst für die Nachwuchsnationalmannschaften des KNVB der Altersklassen U15-, U16-, U17- und U19 zu insgesamt 35 Länderspielen, in denen ihr drei Tore gelangen. Ihr Debüt als Nationalspielerin gab sie am 11. April 2012 beim 3:0-Sieg im Freundschaftsspiel gegen die U15-Nationalmannschaft Englands.
Für die U23-Nationalmannschaft kam sie am 5. Oktober 2019 und am 6. März 2020 gegen die U23-Nationalmannschaft Schwedens in zwei in Freundschaft ausgetragenen Länderspielen zum Einsatz. Trennte sie sich mit ihrer Mannschaft im ersten Spiel noch mit 1:1 von den Skandinavierinnen, so gelang im zweiten Spiel ein 4:0-Sieg.
Mit der A-Nationalmannschaft nahm sie am Turnier um den Algarve-Cup teil und wurde am 2. März 2018 in Vila Real de Santo António im zweiten Spiel Gruppe 3, beim 3:2-Sieg über die Nationalmannschaft Dänemarks eingesetzt und erzielte in der 31. Minute das Tor zum 1:1; es blieb bei ihrer Premiere als A-Nationalspielerin. Dennoch hatte sie mit diesem Spiel Anteil am späteren Titelgewinn ihrer Mannschaft, die das Finale gegen die Nationalmannschaft Schwedens erreichte. Wegen der Unbespielbarkeit des Spielfeldes wurde dieses jedoch nicht ausgetragen und beide Mannschaften zu Turniersiegern erklärt.

## Erfolge
Nationalmannschaft
- Algarve-Cup-Sieger 2018 (gemeinsam mit Schweden)

FC Twente Enschede
- Niederländischer Meister 2014, 2016, 2019
- KNVB-Pokal 2015